# Гръмотрън
Гръмотрън (Ononis) е род дребни медоносни храсти, полухрасти и тревисти растения от семейство бобови. Около 75 вида, разпространени в Европа, Средиземноморието и Централна Азия. В България се срещат 7 вида. Расте по тревисти, песъчливи и сухи места, храсталаци, брегове на реки, глинесто-варовити терени, сухи планински пасища, крайморските песъчливи брегове до 1500 м н.в. Притежава изключително здрава коренна система. Трите най-разпространени вида в България са Кози гръмотрън (Ononis hircina), Измамлив гръмотрън (Ononis decipiens) и Наведен гръмотрън (Ononis reclinata).

## Произход на името
Името на рода Ononis произлиза от гръцки език: onos – „магаре“ и onimeni – „полезен“. Гръмотрънът носи също и народното наименование магарешки трън, а поради многото шиловидни бодли и волска спирка.

## Употреба
Гръмотрънът се използва като лечебно средство в медицината. Използват се корените (отвара, запарка) и надземната част (запарка). Прочутият гръцки ботаник от 1 век от новата ера Диоскорид пише: „Кората от корените накисната във вино повишава уринирането, намалява песъчинките и камъните в бъбреците, разяжда (почиства) краищата на язвите и ги обгръща със здрава тъкан“.
Използвани части
- кората на корена и листата.

Съдържание
- гликозиди, нишесте, захари, смоли, дъбилни вещества, минерални соли. Гликозидите Ононин, Ононид, Оноспин и Онон, лимонена киселина, дъбилни вещества, малко количество етерично масло, мазнини, фитостерин, сапонини и др.

Свойства
- очистително, потогонно, противовъзпалително, антисептично